# Anthospermum rigidum
Anthospermum rigidum är en måreväxtart som beskrevs av Christian Friedrich Frederik Ecklon och Carl Ludwig Philipp Zeyher. Anthospermum rigidum ingår i släktet Anthospermum och familjen måreväxter.

## Underarter
Arten delas in i följande underarter:
- A. r. pumilum
- A. r. rigidum